# Steinfurt (Stolberg)
Steinfurt is een plaats in de Duitse gemeente Stolberg (Rheinland), deelstaat Noordrijn-Westfalen.